# Ненадкевич Євген Олександрович
Євге́н Олекса́ндрович Ненадке́вич (29 грудня 1882, с. Довгалівка, нині Білогірського району Хмельницької області — 30 вересня 1966, Житомир) — український літературознавець, педагог. Шевченкознавець.

## Біографічні дані
Закінчив Петербурзьку духовну академію. Друкуватися почав 1904.
1907—1919 працював учителем літератури в школах Кременчука та Житомира. Від 1920 викладав українську та російську літературу у вищих навчальних закладах.
Від 1947 жив у Житомирі.

## Праці
- «Творчість Т. Г. Шевченка після заслання (1857—1858)» (Київ, 1956).
- «З творчої лабораторії Т. Г. Шевченка. Редакційна робота над творами 1847—1858 рр.» (Київ, 1959).
- Статті про творчість Тараса Шевченка:
  - «Три великі поети слов'янства: Міцкевич, Пушкін, Шевченко перед пам'ятником Петра 1-го» (1929),
  - «Про „Морскалеву криницю“ Шевченка» (1932),
  - «Шевченко в школі» (1939),
  - «Шевченко і російська революційна демократія» (1948),
  - «Шевченко і Щепкін» (1957),
  - Поетичний епілог творчості Шевченка" (1959).